# Iraanse volkeren
De Iraanse volkeren zijn een Indo-Europese etnolinguïstische groep die een Iraanse taal spreken.
De meeste Iraanse volkeren leven in het Midden-Oosten (Iran, Turkije, Syrië, Mesopotamië), de Kaukasus (Georgië, Azerbeidzjan, Armenië), Rusland, Centraal-Azië (Tadzjikistan, Oezbekistan, Afghanistan), en Zuid-Azië (Pakistan). Tot de Iraanse volkeren worden onder andere de Perzen, Osseten, Tadzjieken, Koerden, Beloetjsen en Pasjtoen gerekend. Daarnaast behoren historische groepen als de Scythen, Parthen, Meden, Alanen, Sarmaten en Bactriërs tot de Iraanse volkeren. De Iraanse volkeren stammen af van de Ariërs, een Indo-Europees volk dat rond 1000 v.Chr. naar Iran en de genoemde streken migreerde.

## Geschiedenis
De Indo-Iraniërs waren een gemeenschap die een gemeenschappelijke taal sprak, voorafgaand aan hun afsplitsing in de Iraanse en de Indo-Arische talen. Historische taalkundigen schatten dat het continuüm van Indo-Iraanse talen waarschijnlijk rond 2000 v.Chr., zo niet eerder, uiteen begon te vallen.
Vanaf omstreeks het begin van het 1e millennium v.Chr. kan men een oostelijke en westelijke groep onderscheiden in het Avestisch vs Oud-Perzisch, de twee oudste bekende Iraanse talen. De Avestische teksten, bekend als de Gathas, worden toegeschreven aan Zarathustra, de grondlegger van het zoroastrisme. De Jazcultuur (ca. 1500-1100 v.Chr.) ziet men als kandidaat voor het ontstaan van een Oost-Iraanse cultuur.
Na de uitvinding van het Oud-Perzisch schrift, geïnspireerd door het Assyrisch spijkerschrift, ziet men vanaf 519 v.Chr. de vroegste teksten in het Perzisch.

### West-Iraanse volkeren
Tijdens de eerste eeuwen van het eerste millennium v.Chr. vestigden de Perzen zich in het westelijke deel van het Hoogland van Iran, waar zij een intensief contact onderhielden met de Elamieten en Babyloniërs. De verwante Meden kwamen in contact met de Assyriërs. Restanten van het Medisch en oud-Perzisch tonen hun gemeenschappelijke Proto-Iraanse oorsprong. Strabo en Herodotus benadrukken hun sterke gelijkenis met de talen die in het oosten door de Bactriërs en Sogdiërs werden gesproken.
Naar de oprichting van het Achaemenidenrijk verspreidde het Perzisch zich vanuit Fars naar andere delen van het Rijk. De moderne dialecten van Iran, Afghanistan en Tadzjikistan stammen dan ook grotendeels af van het oud-Perzisch.

### Oost-Iraanse volkeren
De stammen die in Centraal-Azië bleven zijn bekend door verwijzingen van de oude Grieken, Perzen en Indo-Ariërs en uit archeologische vondsten. In het noordoosten woonden de Saken, bekend uit Perzische bronnen. Sanskriet-teksten verwijzen naar stammen als de Sakas, Paradas, Kambojas, Bahlikas, Uttaramadras, Madras, Lohas, Parama Kambojas, Rishikas, Tukharas etc. in het noordwesten, in Centraal-Azië, de Hindoekoesj en Pakistan.
Herodotus beschrijft de nomadische Scythen in wat nu het zuiden van Rusland is. Deze Scythen werden overwonnen door de verwante Sarmaten, door Strabo genoemd als dominante stam in de zuidelijke Russische steppe. Deze Sarmaten waren ook bekend bij de Romeinen, die de westelijke stammen in de Balkan versloegen en Sarmatische soldaten als onderdeel van de Romeinse legioenen tot in Romeins Groot-Brittannië verzonden.
Eveneens van Scythische afkomst waren de Alanen. Samen met de Germaanse Vandalen kwam een deel van hen in West-Europa en Noord-Afrika terecht. De moderne Osseten worden gezien als directe afstammelingen van de Alanen.
Sommige "Scythische" stammen uit Centraal-Azië trokken naar het zuiden tot in de Iraanse hoogvlakte, het huidige Afghanistan en uiteindelijk diep in het huidige Pakistan, waar ze bekend zijn als Indo-Scythen.
Veel Iraanse stammen in Centraal-Azië, waaronder de Chorasmiërs, Massageten en Sogdiërs, werden na de migraties van Turkse volkeren geassimileerd in de huidige Turkstalige bevolking.
Het grootste overlevende Oost-Iraanse volk zijn de Pathanen. De Sarikoli in Zuidwest-Sinkiang stammen naar verluidt af van "Scythen". Een overblijfsel van de Sogdiërs is te vinden in de Yaghnobi in delen van de Zeravshanvallei in Tadzjikistan.